# St. Louis Southwestern Railway of Texas
Le St. Louis Southwestern Railway of Texas (sigle de l'AAR SSW), était un chemin de fer américain de classe I qui exploitait les lignes Texanes détenues par sa société mère le St. Louis Southwestern Railway (SSW ou Cotton Belt). Le St. Louis Southwestern Railway, mieux connu sous le nom de The Cotton Belt Route ou simplement Cotton Belt, fut créé le 12 janvier 1891, mais ses origines remontaient à plusieurs petites lignes qui reliaient le nord-est du Texas à l'Arkansas et jusqu'au sud-est  du Missouri. Le Southern Pacific Railroad racheta le St. Louis Southwestern Railway en 1933, mais ne fusionna le St. Louis Southewestern Railway of Texas qu'en 1954. Et ce n'est qu'en 1992 que le Southern Pacific finit par fusionner le Cotton Belt.

## Histoire

### les ancêtres du St. Louis Southwestern Railway of Texas

#### Tyler Tap Railroad
James P. Douglas  lança la construction de la ligne à voie étroite (914 mm) du Tyler Tap Railroad à l'été 1875, et son exploitation par une petite locomotive débuta en 1877; elle fut l'une des plus anciennes lignes du réseau du St. Louis Southwestern of Texas.

#### Kansas & Gulf Short Line Railroad futur Tyler Southeastern Railway
Une fois que James P. Douglas eut la certitude que l'existence du Tyler Tap Railroad était assurée par l'arrivée de nouveaux investisseurs, il décida de créer le Kansas & Gulf Short Line Railroad (alias Lufkin Branch) le 18 février 1880, dans le but d'améliorer les transports dans l'Est du Texas. Cette ligne à voie étroite (914 mm) devait relier Tyler à Sabine Pass, Texas, sur le golfe du Mexique; mais le golfe ne fut jamais atteint... La ligne relia simplement Tyler à Lufkin sur une distance de 145 km, et présentait une connexion à Jacksonville, Texas avec l'International & Great Northern, et une autre à Lufkin avec la ligne à voie étroite du Houston East & West Texas. 
Les actionnaires nommèrent James P. Douglas président, W. S. Herndon, vice-président, T. R. Bonner, trésorier et E. H. Wells, ingénieur en chef. Ce dernier étudia le tracé de la ligne du Tyler Tap entre Tyler et Mt. Pleasant. E. H. Well commença par arpenter le terrain entre Tyler (comté de Smith), Rusk (comté de Cherokee) et Homer (comté d'Angelina). Le Kansas & Gulf Short Line (K&GSL) fit l'acquisition le 22 janvier 1881 de la Rusk Transportation Company; cette dernière, créée le 2 mai 1874, exploitait une ligne de tramway hippomobile à voie étroite équipée de rails en bois dur, entre Jacksonville et Rusk. C'est pour cette raison que le K&GSL décida de construire sa première section de ligne directement entre ces deux villes et non à partir de Tyler. Une locomotive de 12 tonnes, construite par Bailey & Co à Philadelphie, et 24 wagons de fret furent livrés à Jacksonville. La section Tyler / Jacksonville fut achevée en 1882, et l'année suivante la ligne s'étendait jusqu'à 8 km au sud d'Alto, représentant une longueur totale de 98,15 km.

W. S. Herndon fut élu président du K&GSL le 8 mai 1883. Lufkin fut atteint le 1er juillet 1885, ce qui dynamisa la rentabilité de la ligne. Fordyce, attiré par cette profitabilité, œuvra pour transférer le titre de propriété du K&GSL au St. Louis, Arkansas and Texas Railway Company in Texas, le 29 avril 1887, mais ce transfert par acte notarié fut annulé par un tribunal; le titre de propriété fut finalement attribué au Tyler Southeastern Railway le 13 janvier 1891. La ligne Tyler / Lufkin fut mise à l'écartement standard en 1895.

Le 10 mai 1899, le Conseil législatif du Texas vota une loi spéciale autorisant le St. Louis Southwestern Railway Company of Texas, successeur du St. Louis, Arkansas and Texas Railway Company in Texas, de racheter, détenir et exploiter la propriété et les franchises du Tyler Southeastern Railway. Les actionnaires et les dirigeants votèrent l'acceptation de cette loi le 6 octobre 1899.

#### St. Louis, Arkansas and Texas Railway Company in Texas
Le St. Louis, Arkansas & Texas Railway Company in Texas fut créé le 11 février 1886 pour reprendre la partie du réseau du Texas & St. Louis Railway située au Texas.

#### Texas and Louisiana Railroad et Eastern Texas Railroad
Ces deux chemins de fer formaient les embranchements Lufkin et Dallas du Cotton Belt. Lufkin, située dans la région forestière de l'Est du Texas, était le terminus sud-est du réseau du Cotton Belt. Au cours de la première décennie du XXe siècle, le territoire situé entre les rivières Trinity et Sabine connaissait un développement intensif, où la plus grosse des scieries de pin était implantée à Kennard (dans la forêt de Davy Crockett National Forest), à 48 km à l'est de Lufkin.  
- Le Texas and Louisiana Railroad : créé le 24 juillet 1900 dans l'intérêt de la Lufkin Land and Lumber Company pour construire une ligne entre Lufkin et Newton dans le sud-est. La compagnie posa 35 km de voie entre Lufkin et Monterey pour accéder à la forêt détenue par la Lufkin Land and Lumber Company. La construction eut lieu en deux étapes; la première entre Lufkin et Donovan (23 km) en 1900, et la seconde entre Donovan et Monterey (12 km) en 1902. La voie non ballastée fut posée avec des rails de 15,9 kg (35 lives). À la fin de l'année fiscale, le 30 juin 1903, le Texas & Louisiana avait dégagé un bénéfice de 6 000 $ avec le transport de passagers et de 66 000 $ avec celui des marchandises; il possédait une locomotive et deux wagons. La ligne fut acquise et fusionnée le 7 juillet 1903 par le St. Louis Southwestern Railway Company of Texas. Le Cotton Belt acheva la construction de la ligne entre Monterey et Warsaw (6,5 km) encore en construction au moment du rachat. En 1907, 26 km entre Warsaw et White City furent rachetés à la Lufkin Land and Lumber Company. Avec la raréfaction du bois le long de la ligne, le Cotton Belt abandonna 48 km entre White City et Prestridge en 1933, puis le reste de la ligne de l'ex Texas and Louisiana en 1939. Le dépôt d'Huntington fut ensuite utilisé comme résidence[2].
- L'Eastern Texas Railroad : la ligne fut acquise et fusionnée en 1906 par le St. Louis Southwestern Railway Company of Texas.

#### Stephenville North & South Texas Railroad
Le Stephenville North & South Texas Railroad fut créé le 4 février 1907 afin de relier Stephenville, Hamilton et deux embranchements (Hamilton / Comanche, et Hamilton / Gatesville). La ligne Stephenville / Hamilton fut achevée en 1907, et les embranchements Hamilton / Comanche et Hamilton / Gatesville en 1911. Le fret représentait les ¾ du trafic.
À partir du 1er juillet 1913, le St. Louis Southwestern Railroad company of Texas loua pour une durée de 10 ans le Stephenville North & South Texas Railroad afin de prolonger un peu plus à l'ouest son réseau qui se terminait à Gatesville. Il fut le dernier chemin de fer situé au Texas à être loué par le Cotton Belt. La location fut prolongée plusieurs fois. En octobre 1934, la ligne entre Stephenville et Hamilton, et entre Edson et Comanche fut abandonnée sur autorisation de l'Interstate Commerce Commission. Le réseau fut amputé de 52 km sur les 171 km d'origine. L'embranchement Gatesville / Hamilton fut abandonné en janvier 1941.

### St. Louis Southwestern Railway (Cotton Belt)
Après que le St. Louis, Arkansas & Texas Railway eût été placé en redressement judiciaire pour la seconde fois, il fut réorganisé en St. Louis Southwestern Railway (SSW alias Cotton Belt), lequel fut enregistré d'abord au Texas le 12 janvier 1891, puis dans le Missouri le 16 janvier 1891.
Pour mener à bien cette opération, Louis Fitzgerald, agissant pour le comité de réorganisation, racheta d'abord le St. Louis, Arkansas & Texas Railway situé dans l'Arkansas et le Missouri lors de sa vente à forclusion le 20 octobre 1890, avant de le transférer au St. Louis Southwestern Railway Company (SSW) le 9 février 1891. Il racheta ensuite le St. Louis, Arkansas & Texas Railway in Texas lors de sa vente à forclusion le 8 janvier 1891, pour le transférer au  St. Louis Southwestern Railway Company of Texas (SSWTX) le 13 janvier. L'embranchement à voie étroite de Lufkin, initialement baptisé Kansas and Gulf Short Line et qui opérait de façon indépendante depuis son rachat par le St. Louis, Arkansas and Texas Railway en 1887, fut vendu à Fitzgerald le 9 janvier 1891, avant d'être transféré quatre jours plus tard au tout nouveau Tyler Southeastern Railway. Ces trois compagnies furent exploitées par les administrateurs judiciaires jusqu'au 1er juin 1891, date à laquelle les nouveaux SSW et SSWTX prirent le contrôle des opérations. Le St. Louis Southwestern (SSW) détenait les actions des 2 autres compagnies, dirigeait et finançait l'ensemble comme un seul et unique réseau, bien que les compagnies texanes furent exploitées séparément.

### Southern Pacific
Depuis 1919, le Cotton Belt représentait une très importante connexion pour le réseau du Southern Pacific Railroad (SP) permettant de relier l'Est des États-Unis, le Texas et la côte Pacifique. La consolidation et le renforcement des autres réseaux du sud-ouest au cours des années 1920-1930, indiquèrent au Southern Pacific que sa survie nécessitait une route vers ces territoires concurrents. En juillet 1930, le Southern Pacific déposa une demande auprès de l'Interstate Commerce Commission (ICC) visant à prendre le contrôle du Cotton Belt ; le SP avait déjà acquis une partie du Cotton Belt, mais le reste était encore au stade de l'achat conditionnel.
Le rapport de l'ICC favorable à l'opération, suggérait de lancer une offre pour l'acquisition d'une minorité d'actions. Le SP proposa donc d'échanger ses actions avec celles du St. Louis Southwestern dans le rapport de une action du SP pour 3 actions ordinaires du SSW, et de 3 actions du SP pour 5 actions de préférence du SSW. L'offre était conditionnée à l'acceptation par un nombre suffisant d'actionnaires minoritaires d'une prise de contrôle par le SP de 85 % des actions en circulation du SSW.
L'ICC approuva le plan accepté en février 1932 par le Southern Pacific. Le 14 avril 1932, le SP acheta les actions mises sous séquestre, et le 19 avril suivant, il annonça qu'il détenait un nombre suffisant de ses propres actions nécessaire à l'échange contre celles du Cotton Belt et qu'il prenait ainsi le contrôle. En mai 1933, le SP détenait 193 134 actions de préférence du St. Louis Southwestern et 130 834 actions simples soit 87,37 % des actions mises en circulation du Cotton Belt.

### la disparition du Cotton Belt

#### le SSWTX
Le St. Louis Southwestern of Texas exploitait un total de 1 379 km de voie en 1948. L'Interstate Commerce Commission (ICC) autorisa le St. Louis Southwestern Railway à louer le St. Louis Southwestern Railway of Texas en décembre 1953. La location prit effet le 1er mars 1954 pour entretenir, exploiter et utiliser les propriétés de la compagnie jusqu'au 1er juillet 1990. 
La longueur du réseau du St. Louis Southwestern Railway of Texas, exploitée par le St. Louis Southwestern Railway, était de 1 213 km en 1967, se  décomposant en 899 km de voie principale et 314 km de voies de triages et d'évitements. Durant ses années d'exploitations, les revenus générés par le Cotton Belt au Texas dépassaient le million de dollar annuel, ce qui autorisait l'Interstate Commerce Commission à le ranger parmi les chemins de fer de classe I.

#### le SSW
Le Southern Pacific continua de l'exploiter le Cotton Belt comme une compagnie indépendante jusqu'en 1992.